# Michel Charzat
 (janvier 2018).
Si vous disposez d'ouvrages ou d'articles de référence ou si vous connaissez des sites web de qualité traitant du thème abordé ici, merci de compléter l'article en donnant les références utiles à sa vérifiabilité et en les liant à la section « Notes et références ».
Michel Charzat est un homme politique français, né le 25 décembre 1942 à Paris. Ancien proche de Jean-Pierre Chevènement et longtemps animateur du Centre d'études, de recherches et d'éducation socialiste (CERES), il a rompu avec le PS en 2008.

## Biographie
Économiste et universitaire, diplômé de l'Institut d'études politiques de Paris, docteur en sociologie politique de l'École des hautes études en sciences sociales (EHESS), diplômé d'études supérieures de Sciences Politiques de la Faculté de Droit de Paris, il adhère au Parti socialiste (PS) en 1968 et devient rapidement l'un des théoriciens du Centre d'études, de recherches et d'éducation socialiste (CERES).
Entré au comité directeur du PS en 1973, au bureau exécutif en 1975 et au secrétariat national en 1979, il est directeur adjoint de la campagne présidentielle de François Mitterrand en 1981. Il est élu député la même année ; il devient rapporteur de la commission spéciale chargée des nationalisations.
Longtemps membre du CERES puis de Socialisme et République, il se range, en 1991, parmi les partisans de l'engagement de la France dans la guerre du Golfe. Il quitte alors le courant de Jean-Pierre Chevènement.

### Congrès de l'Arche
En 1991 a lieu le Congrès de l'Arche (de La Défense). Le congrès est entièrement consacré au Projet socialiste qui sera intitulé Un nouvel horizon. Il a pour objectif d'effacer les divisions nées du congrès de Rennes, de rassembler les militants autour d'une remise à jour idéologique qui tienne compte de l'expérience du pouvoir, des mutations de la société française, des bouleversements du monde après l'effondrement du communisme et la guerre du Golfe. La démarche proposée par le rapporteur, Michel Charzat, est originale et fructueuse. Après avoir auditionné des dizaines d'intellectuels, journalistes, artistes, acteurs de la " société civile "… une consultation associant militants et sympathisants débouche sur un texte qui est voté à la quasi-unanimité. Un droit d'option permet un débat très ouvert alors que des amendements alternatifs donnent l'occasion à une opposition de se compter (Jean-Pierre Chevènement : 11 %, Julien Dray et Marie-Noëlle Lienemann : 6 %). Dans les semaines qui suivent, Pierre Mauroy, estimant sa mission accomplie après la réussite du congrès de l'Arche, décide de quitter la direction du parti. Il propose, au comité directeur, Laurent Fabius au poste de premier secrétaire. Pierre Mauroy étant devenu Président de l'Internationale socialiste, Michel Charzat se rapproche de Laurent Fabius. En mai 2005, il appelle à rejeter le traité de Constitution pour l'Europe. Il prend progressivement ses distances avec la direction du PS et claque la porte en 2007. Il se consacre alors à l'histoire de l'art et devient un spécialiste de la peinture française moderne.

### Maire
Il a été élu conseiller du 20e arrondissement de Paris en 1977. Élu maire du 20e en 1995, les électeurs lui ont renouvelé leur confiance en 2001 aux côtés de Bertrand Delanoë. Il s'est fait remarquer par la promotion depuis 1995 de dispositifs de démocratie participative : conseils de quartier, droit de pétition, urbanisme concerté, etc.
Le 10 mai 2007, il annonce à l'AFP sa candidature aux législatives dans la 21e circonscription de Paris bien que l'investiture du parti socialiste ait été donnée à une femme, George Pau-Langevin ; celle-ci le devance au premier tour.
Poursuivant sa dissidence, il se présente aux élections municipales de mars 2008 dans le 20e arrondissement, en tant que maire sortant. Il obtient 16,03 % des suffrages au premier tour, puis 30,50 % au second face à Frédérique Calandra, candidate officielle du PS. Il siège jusqu'en 2014 au Conseil de Paris comme non inscrit.

### Député
Il est élu député le 16 juin 2002, pour la XIIe législature (2002-2007), dans la 21e circonscription de Paris. Élu député pour la première fois en 1981, réélu en 1986 et en 1988, il est battu en 1993 mais devient sénateur de Paris en 1995. Après la démission en 1999 de la députée socialiste, élue en 1997, Véronique Carrion-Bastok, Michel Charzat se fait réélire au cours d'une élection partielle le 5 décembre 1999 (avec une prise de fonction le lendemain).
En juillet 2001, il remet au Premier ministre de l'époque, Lionel Jospin, un rapport sur l'attractivité du territoire français qui a un certain retentissement.
En mars 2006, il est le seul député sortant à voir sa circonscription « réservée » à une femme. Michel Charzat décide alors de se consacrer à son mandat de maire, en échange de la promesse — accordée — de François Hollande que soient respectés les statuts du parti, qui veulent que les candidats socialistes soient désignés par les militants. Il soutient alors pour sa succession Sophia Chikirou, membre du Conseil national du PS. Mais le 11 juillet 2006, le bureau national du PS, sous la pression du député Victorin Lurel, et malgré l'opposition des fabiusiens, investit George Pau-Langevin, sans vote des militants. La candidature de George Pau-Langevin est souhaitée par Bertrand Delanoë, au nom de la représentation de la communauté antillaise, dont le poids électoral est jugé décisif pour les municipales de 2008 à Paris. S'estimant trahi par cette décision, Michel Charzat annonce qu'il soutient le maintien de la candidature de Sophia Chikirou, son assistante parlementaire. Cette dernière renonce à se présenter au profit de Michel Charzat et participe à sa dissidence, en tant que candidate suppléante. Le PS exclut alors le député maire sortant.

## Synthèse des résultats électoraux

### Élections législatives
| Année | Parti        | Parti | Circonscription | 1er tour | 1er tour | 1er tour              | 2d tour               | 2d tour               | 2d tour | Issue   |
| Année | Parti        | Parti | Circonscription | Voix     | %        | Rang                  | Voix                  | %                     | Rang    | Issue   |
| ----- | ------------ | ----- | --------------- | -------- | -------- | --------------------- | --------------------- | --------------------- | ------- | ------- |
| 1978  |              | PS    | 30e de Paris    | 7 484    | 22,93    | 3e                    |                       |                       |         | Retrait |
| 1981  | 7 484        | PS    | 30e de Paris    | 35,25    | 2e       | 9 290                 | 54,36                 | 1er                   | Élu     |         |
| 1986  | Paris        | PS    | 293 861         | 32,00    | 2e       | Scrutin proportionnel | Scrutin proportionnel | Scrutin proportionnel | Élu     |         |
| 1988  | 21e de Paris | PS    | 15 902          | 39,44    | 1er      | 22 325                | 51,40                 | 1er                   | Élu     |         |
| 1993  | 21e de Paris | PS    | 9 005           | 21,64    | 2e       | 18 520                | 46,41                 | 2e                    | Battu   |         |
| 1999  | 21e de Paris | PS    | 5 335           | 25,61    | 1er      | 11 177                | 54,28                 | 1er                   | Élu     |         |
| 2002  | 21e de Paris | PS    | 16 157          | 38,21    | 1er      | 22 218                | 57,50                 | 1er                   | Élu     |         |
| 2007  | 21e de Paris |       | PS diss.        | 6 322    | 14,14    | 3e                    |                       |                       |         | Battu   |

### Élections municipales
Les résultats ci-dessous concernent uniquement les élections où il est tête de liste.
| Année | Liste  | Liste    | Commune   | 1er tour | 1er tour | 1er tour | 2d tour | 2d tour | 2d tour | Sièges obtenus | Sièges obtenus |
| Année | Liste  | Liste    | Commune   | Voix     | %        | Rang     | Voix    | %       | Rang    | CA             | CP             |
| ----- | ------ | -------- | --------- | -------- | -------- | -------- | ------- | ------- | ------- | -------------- | -------------- |
| 1983  |        | PS       | Paris 20e | 21 428   | 35,09    | 2e       | 26 451  | 41,02   | 2e      | NC             | 3 / 13         |
| 1989  | 15 522 | PS       | Paris 20e | 28,39    | 2e       | 25 966   | 44,04   | 2e      | NC      | 3 / 13         |                |
| 1995  | 19 702 | PS       | Paris 20e | 40,31    | 1er      | 28 055   | 50,66   | 1er     | NC      | 10 / 13        |                |
| 2001  | 17 209 | PS       | Paris 20e | 35,99    | 1er      | 30 193   | 61,58   | 1er     | 32 / 39 | 11 / 13        |                |
| 2008  |        | PS diss. | Paris 20e | 9 022    | 16,03    | 2e       | 14 034  | 30,50   | 2e      | 4 / 26         | 2 / 13         |
| 2014  |        | MRC      | Paris 20e | 4 350    | 7,91     | 5e       |         |         |         | 0 / 28         | 0 / 14         |

## Mandats

### Mandats locaux
- 20 mars 1977 - 30 mars 2014 : conseiller de Paris
- 25 juin 1995 - 16 mars 2008 : maire d'arrondissement de Paris (20e arrondissement)

## Publications
- Le CERES, un combat pour le socialisme (en collaboration avec Ghislaine Toutain), Calmann-Lévy, Paris, 1975
- Georges Sorel et la révolution au XXe siècle, Hachette « Essais », Paris, 1977
- Otto Bauer et l’austro-marxisme, Martinsart, Paris, 1978
- Le syndrome de la gauche, Grasset, Paris, 1979
- Georges Sorel (direction), Cahiers de l'Herne, Paris, 1986
- La France et le déclin, PUF, Paris, 1988
- Un nouvel horizon (direction), Gallimard, coll. « Le Débat », Paris, 1992
- Le Paris citoyen, Stock, Paris, 1998
- Politiquement libre, démocratie ou libéralisme : le pari de la Cité (entretiens avec Claude Neuschwander), La Découverte, Paris, 1999
- La Jeune Peinture française, Hazan, Paris, 2010
- André Derain, le titan foudroyé, Hazan, Paris, 2015
- Roger de la Fresnaye. Une peinture libre comme l'air, Hazan, Paris, 2017